# Roman Borisov
Roman Borisov (* 2002) ist ein russischer Pianist.
Ab 2010 studierte Borisov am staatlichen Konservatorium in Nowosibirsk bei Meri Lebenson. Bei Auftritten in Russland spielte er mit Orchestern wie der Russischen Nationalphilharmonie und dem Nowosibirsker Akademischen Symphonieorchester. In Westeuropa trat er beim Verbier Festival, beim Schleswig-Holstein Musik Festival, dem Gstaad Menuhin Festival und dem Klavier-Festival Ruhr auf. Ab 2022 setzte Borisov sein Studium bei Eldar Nebolsin an der Hochschule für Musik Hanns Eisler Berlin fort.
Roman Borisov ist Preisträger mehrerer russischer und internationaler Wettbewerbe. 2022 gewann Borisov den 1. Preis beim Kissinger Klavierolymp. Borisov ist Alumnus der Sommerakademie des Verbier Festivals (2019), wo er den Tabor Foundation Award als bester Absolvent der Klaviersektion gewann. An der Akademie nahm er an Meisterkursen von Andras Schiff, Klaus Helwig, Jean-Efflam Bavouzet, Joaquin Achucarro und Sergey Babayan teil.

## Diskografie
- Wolfgang Amadeus Mozart: Klavierkonzerte Nr. 11 und 13 (KV 413 und KV 415) mit dem ORF Radio-Symphonieorchester Wien unter Leitung von Howard Griffiths als Teil einer Gesamtaufnahme der Mozart-Klavierkonzerte (Alpha, 2023)